# Mezőrücs község
Mezőrücs község (románul: Comuna Râciu) község Maros megyében, Romániában. Központja Mezőrücs, beosztott falvai Cotorinau, Curețe, Căciulata, Forrásészka, Hágó, Keresztpatak, Lenes, Mezőszentmárton, Nagyoldal, Nagyölyves, Obârșie, Rücsinéma, Szárazpatak, Ölyvespatak.

## Népessége
A 2011-es népszámlálás adatai alapján a község népessége 3748 fő volt.
| · Mezőrücs község nemzetiségi összetétele 2021-ben Román (79,36%) Cigány (5,81%) Magyar (1,4%) Ismeretlen (13,35%) Egyéb (0,080000000000002%) | · Mezőrücs község felekezeti összetétele 2021-ben Ortodox (77,11%) Görög katolikus (4,17%) Református (1,73%) Pünkösdista (1,49%) Ismeretlen (13,65%) Egyéb (1,85%) |